# General Salipada K. Pendatun
General Salipada K. Pendatun là một đô thị ở tỉnh Maguindanao, Philippines.

## Các đơn vị hành chính
General Salipada K. Pendatun được chia ra 19 barangay.
| - Badak - Bulod - Kaladturan - Kulasi - Lao-lao - Lasangan - Lower Idtig - Lumabao - Makainis - Midconding | - Midpandacan - Panosolen - Ramcor - Tonggol - Pidtiguian - Quipolot - Sadangin - Sumakubay - Upper Lasangan |